# Yelba
 (novembre 2020).
Yelba est un village de plus de 200 habitants qui se trouve dans la région du nord du Cameroun. 
Le village dépend du département de Faro et de l’arrondissement de Béka. Il se trouve précisément à la frontière de Faro et proche de la réserve de faune de Faro. Il fait partie des 125 villages de Béka.

## Géographie
L'arrondissement de Béka se situe entre sur une chaîne de montagnes, dont le plus connu est le Mont Atlantika, et d'autres massifs rocheux dont le massif Balkossa. Autour de cette commune, on y trouve à l’est la commune de Touroua (département de la Bénoué) et la commune de Poli. On peut atteindre la commune de Kontcha au sud et la République Fédérale du Nigeria, à l’ouest et au nord.
Enfin, cet arrondissement est bordé par les rivières Faro et Déo.
L'aéroport le plus proche est à Garoua. 

## Population
La population de Yelba compte 284 habitants qui sont majoritairement jeunes (une tendance qui se reflète dans l’ensemble de la région de Beka). Selon une enquête de terrain Wapal 2015, environ 213 habitants ont moins de 35 ans, contre seulement 15 personnes qui ont plus de 60 ans. Yelba accueille également une population majoritairement féminine que masculine (respectivement 128 femmes et 156 hommes).

## Environnement
La savane domine l’arrondissement de Béka. Plusieurs galeries forestières et la zone de la réserve de Faro offrent une végétation diversifiée dans toute la commune. Les cours d’eau ainsi que la présence de la savane permettent la floraison de nombreuses espèces : liane, ligneuse, herbacée. On retrouve aussi le bouleau d’Afrique ou bien le palmier rônier. 
Enfin, plusieurs espèces fauniques s’abritent dans la zone de la réserve du parc national du Faro : zèbre, panthère, éléphant, hippopotame, lion, gazelle. On y trouve aussi la girafe, le rat de Gambie, des reptiles (varan du Nil, python), des oiseaux (vautour, tourterelle, perdrix).

### Climat
Le climat est de type sahélien et se caractérise par deux saisons : saison sèche de mi-octobre à mi-mai et une saison des pluies de mi-mai à mi-octobre. Les mois les plus pluvieux sont les mois de juillet, août et septembre.
Depuis plusieurs années, Yelba connaît des perturbations à cause du changement climatique. La ville subit de fortes pluies, une hausse des températures et des vents violents.

### Effets du changement climatique
Ces changements climatiques engendrent des effets néfastes sur l’urbanisation et l’agriculture, comme la destruction des plantes, l’assèchement du sol, la perte de la fertilité des sols, l’érosion et l’inondation des champs.

## Économie
Dans l’arrondissement de Béka, les principales activités économiques se tournent essentiellement vers le secteur primaire : l’agriculture, la pêche, l’élevage, la chasse et l’artisanat. Il y a très peu d’opportunité dans le secteur financier ou technologique. Cependant, la proximité avec le Nigéria favorise les échanges commerciaux.

### Agriculture
L’agriculture est l’activité principale à Béka, qui repose essentiellement sur la production des céréales (riz, maïs). On estime que près de 98% des ménages sont concernés. Ainsi, plusieurs initiatives dans le secteur primaire foisonnent afin d’améliorer l’économie locale et la vie des populations : création de magasins de stockage pour éviter le bradage de la production, l’amélioration des techniques de conservation du lait.
Les produits issus de l’agriculture, dont le riz, sont très peu transformés et sont généralement tels quels, notamment au Nigeria.

### Élevage
L’élevage de bovins permet aux locaux de fabriquer des produits laitiers (beurre, fromage, yaourt) et favorise la production de lait.

### Artisanat et Commerce
Les produits fabriqués sont la plupart du temps commercialisés et utilisés par les locaux. On rencontre les tisserands, les tanneurs, les forgerons, les potiers. Les produits les plus fabriqués sont : les filets de pêche, les tabourets, les mortiers et les pilons…Cette activité favorise ainsi l’auto-emploi.
Concernant les échanges commerciaux, ils se font majoritairement au Nigéria grâce aux marchés. On échange les produits agricoles et halieutiques.

## Religion
L’islam et le christianisme sont les deux religions les plus pratiquées dans la Commune de Béka. Il n’est pas rare de voir d'importants édifices (mosquées, écoles, églises) dans la Commune.

## Projets communaux en cours
La commune de Béka prévoit plusieurs projets en cours pour améliorer les infrastructures de Yelba dont la construction d’un forage au centre de la ville. La population pourra accéder plus facilement à l’eau. D’autres projets sont en cours : étude de l’électrification du village avec un système photovoltaïque, construction d’un étang piscicole, acquisition de deux moulins à moudre et à décortiquer.